# Кавказский сельсовет
Кавказский сельсовет - сельское поселение в Минусинском районе Красноярского края.
Административный центр — село Кавказское.

## Население
| 2010 | 2012  | 2013  | 2014  | 2015  | 2016  | 2017  |
| ---- | ----- | ----- | ----- | ----- | ----- | ----- |
| 1123 | ↘1102 | ↘1097 | ↘1094 | ↘1068 | ↘1047 | ↘1024 |

## Состав сельского поселения
В состав сельского поселения входит один населённый пункт — село Кавказское.

## Местное самоуправление
Кавказский сельский Совет депутатов
Дата избрания: 19.04.2015. Срок полномочий: 5 лет. Количество депутатов:  10
Глава муниципального образования
- Сахнова Зоя Ивановна. Дата избрания: 06.04.2014. Срок полномочий: 5 лет